# Malusja

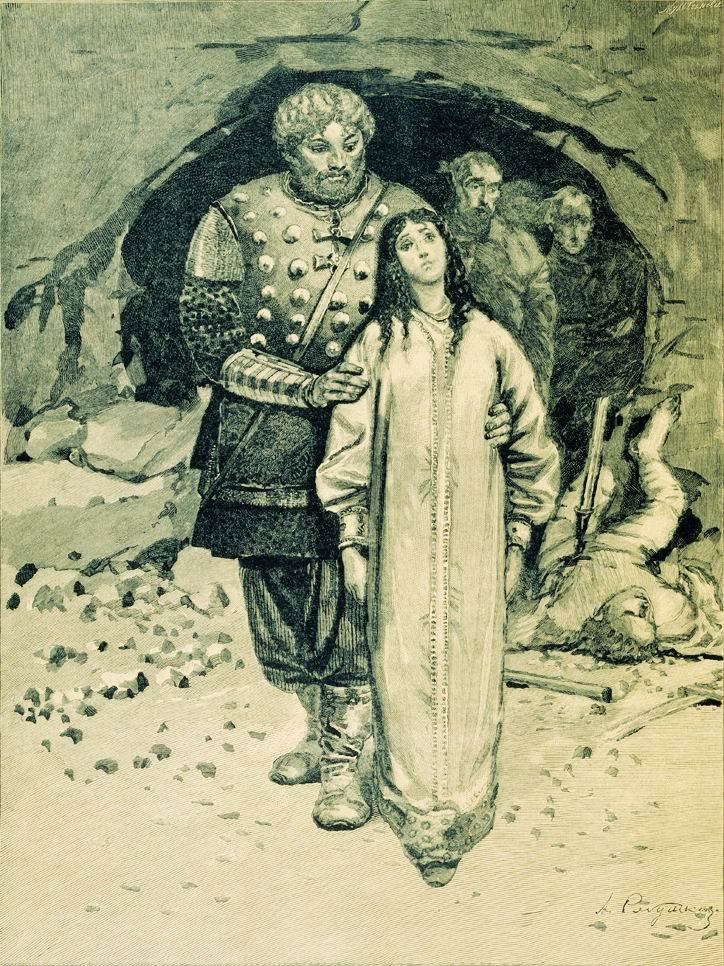
Malusja

Malusja, född 940/44, död okänt år, var hushållare åt Olga av Kiev, konkubin till storfurst Svjatoslav I av Kiev och mor till storfurst Vladimir I av Kiev. Hon har blivit föremål för sagor och legender.